# Agrilus tetrastictus
Agrilus tetrastictus é uma espécie de inseto do género Agrilus, família Buprestidae, ordem Coleoptera.
Foi descrita cientificamente por Bourgoin, 1925.